# Kaszim-Zsomart Kemeluli Tokajev
Kaszim-Zsomart Kemeluli Tokajev (kazak írással: Қасым-Жомарт Кемелұлы Тоқаев; Almati, 1953. május 17. –) kazak diplomata és politikus. 2019. március 20-tól Kazahsztán elnöke. 2013. október 16. és 2019. március 19. között, valamint korábban, 2007–2011 között a kazahsztáni parlament felső házának, a Szenátusnak az elnöke volt. 1999–2002 között Kazahsztán miniszterelnöke, 2011–2013 között az ENSZ Genfi Irodájának vezetője volt.
A kazak alkotmány alapján mint a Szenátus elnöke a lemondott Nazarbajev elnöki periódusának hátralévő részében, a 2020-ban tartandó elnökválasztásig tölti be az államfői posztot.
Miután azonban letette az elnöki esküt, április 9-én bejelentette, hogy az országban 2019. június 9-én előrehozott elnökválasztást tartanak.
A június 10-én közzétett végeredmény szerint a választáson a szavazatok 70,96%-ával elnökké választották. 2019. június 11-én letette a hivatali esküt és ezzel hivatalosan is – nem csupán átmeneti időre – Kazahsztán elnöke lett. Megbízatása öt évre szól.
A 2022. november 20-án megtartott időközi elnökválasztáson a szavazatok 81,3%-ával újraválasztották Kazahsztán államfőjének.